# Mu Tiezhu
Mu Tiezhu (穆鐵柱T, 穆铁柱S, Mù TiězhùP; 1º giugno 1949 – 14 settembre 2008) è stato un cestista cinese.

## Carriera
Con la Cina ha disputato i Campionati mondiali del 1978.